# 萝塞拉·因韦尔尼
萝塞拉·因韦尔尼（義大利語：Rossella Inverni，1962年4月22日—），意大利女子田径运动员。她曾代表意大利参加1984年和1988年夏季残疾人奥林匹克运动会田径比赛，获得三枚银牌和三枚铜牌。